# Nehlitz

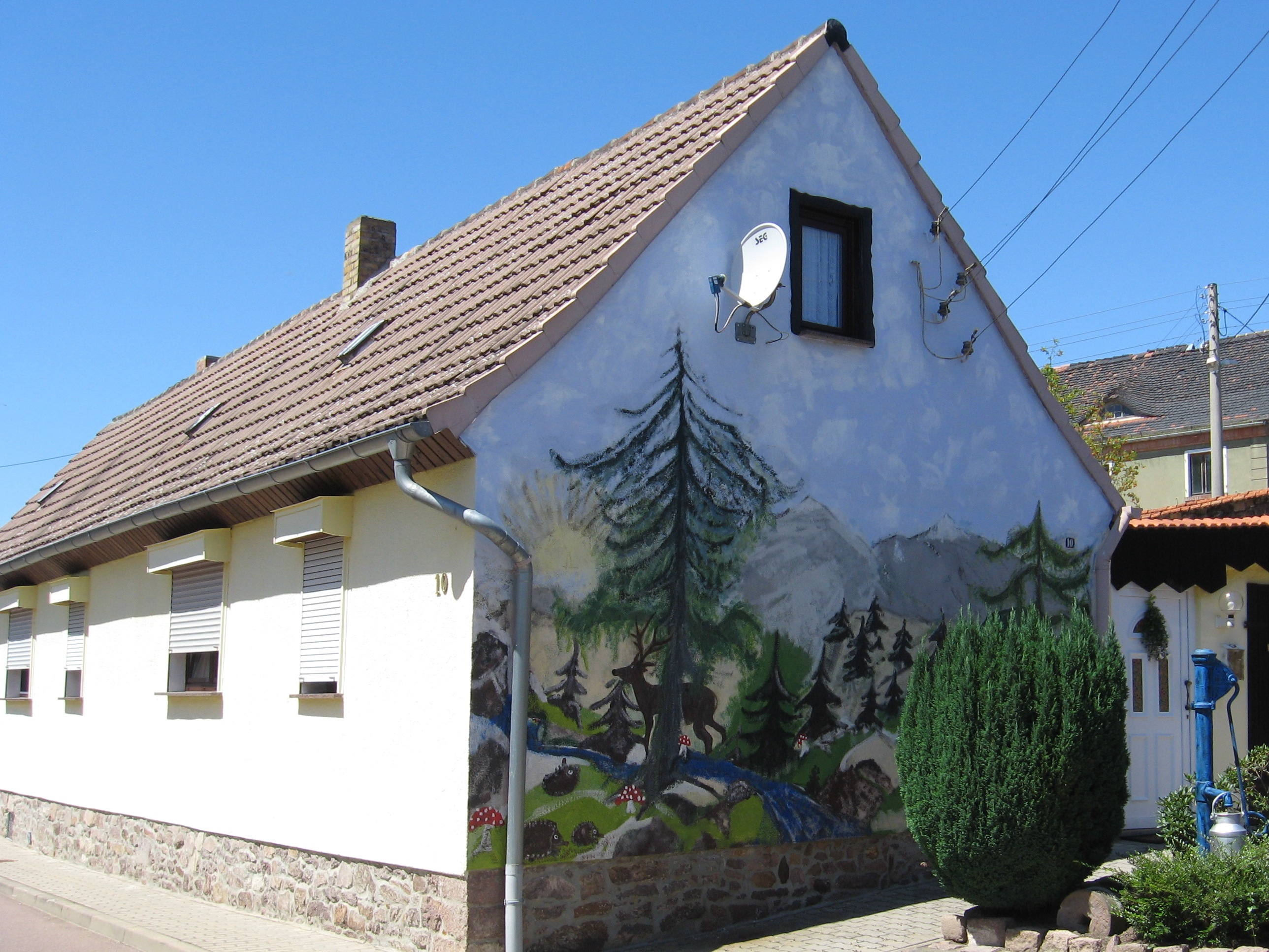
Wandmalerei in Nehlitz

Nehlitz ist eine Ortschaft der Gemeinde Petersberg im Saalekreis in Sachsen-Anhalt.

## Geografie
Nehlitz liegt nördlich von Halle (Saale) am Fuße des Petersberges.
Der Ort liegt an der Verbindungsstraße von Halle (Saale) nach Köthen. Die Bundesautobahn 14, die von Dresden nach Magdeburg führt, verläuft 1 km südlich an Nehlitz vorbei.

## Geschichte
961 wurde Nehlitz erstmals urkundlich erwähnt. Der Ort war Besitz des 1124 gegründeten Augustiner-Chorherrenstifts Petersberg. Dieses gehörte zur Markgrafschaft Meißen und kam bei der Leipziger Teilung des Kurfürstentums Sachsen im Jahr 1485 an das albertinische Herzogtum Sachsen. Im Zuge der Einführung der Reformation erfolgte im Jahr 1538/40 die Säkularisation des klösterlichen Besitzes und die Umwandlung in das landesherrliche Amt Petersberg. Nehlitz wurde ein direktes Untertanendorf, welches an verstreut liegende Dörfer des zum kursächsischen Amt Delitzsch gehörigen Ritterguts Ostrau grenzte.
Durch den Schmalkaldischen Krieg und die Wittenberger Kapitulation im Jahr 1547 wurde das albertinische Herzogtum Sachsen zum Kurfürstentum Sachsen erhoben, wodurch Nehlitz als Teil des Amts Petersberg die nächsten 150 Jahre kursächsisch war. Mit dem Verkauf des Amts Petersberg an Brandenburg-Preußen im Jahr 1697 wurde der Ort dem Saalkreis im Herzogtum Magdeburg angegliedert, während die benachbarten zum Rittergut Ostrau gehörigen Orte kursächsisch blieben. Durch den Frieden von Tilsit wurden Petersberg und Nehlitz im Jahre 1807 wie die anderen westelbischen Gebiete Preußens dem Königreich Westphalen zugeschlagen. Als Teil des Saalkreises wurde das Amt Petersberg mit Nehlitz dem Distrikt Halle im Departement der Saale zugeordnet. Dabei kam der Ort mit einigen Freihöfen in den kursächsischen Orten Werben, Schrenz und Löbersdorf zum Kanton Löbejün.
Nach der Niederlage Napoléons und dem Ende des Königreichs Westphalen im Jahr 1813 nahm der preußische König mit seinen „alten Provinzen“ auch den Saalkreis mit Nelitz wieder in Besitz. 1815 wurde aus diesem „Altbesitz“ aus der Zeit vor 1807 und den durch den Wiener Kongress erworbenen königlich-sächsischen Gebieten die Provinz Sachsen gebildet. Durch die Neuordnung des preußischen Gebiets im Jahr 1816 kam Nehlitz zum Saalkreis im Regierungsbezirk Merseburg. Bei der Kreisreform in der DDR kam Nehlitz zum verkleinerten Saalkreis im Bezirk Halle.
Die ehemals selbständige Gemeinde Nehlitz war seit dem 1. Juli 2006 ein Ortsteil der neugebildeten Gemeinde Götschetal. Seit dem 1. Januar 2010 gehört Nehlitz zur Einheitsgemeinde Petersberg.

## Politik

### Bürgermeister
Letzter ehrenamtlicher Bürgermeister war Klaus Schaller (17. April 2004 – 30. Juni 2006).

### Wappen
Blasonierung: „In Silber ein aufgerichteter, golden bewehrter roter Wolf, rechts oben begleitet von einem spitzgiebeligen roten Haus (Vorderfront) mit geschlossenem silbernen Fenster über einer geschlossenen silbernen Tür.“
Die Farben von Nehlitz – abgeleitet vom Wappen – sind Rot - Silber (Weiß).

### Flagge
Nehlitz führt eine Flagge: Rot-Silber (Weiß) gestreift (Hissflagge: Streifen von links nach rechts, Querflagge Streifen von oben nach unten verlaufend) mit dem aufgelegten Wappen.